# 費薩利雅中心
費薩利雅中心（阿拉伯語：برج الفيصلية）是位於沙烏地阿拉伯首都利雅德的一座摩天大樓，高267公尺，於2000年完工，是沙烏地阿拉伯第一座摩天大樓。

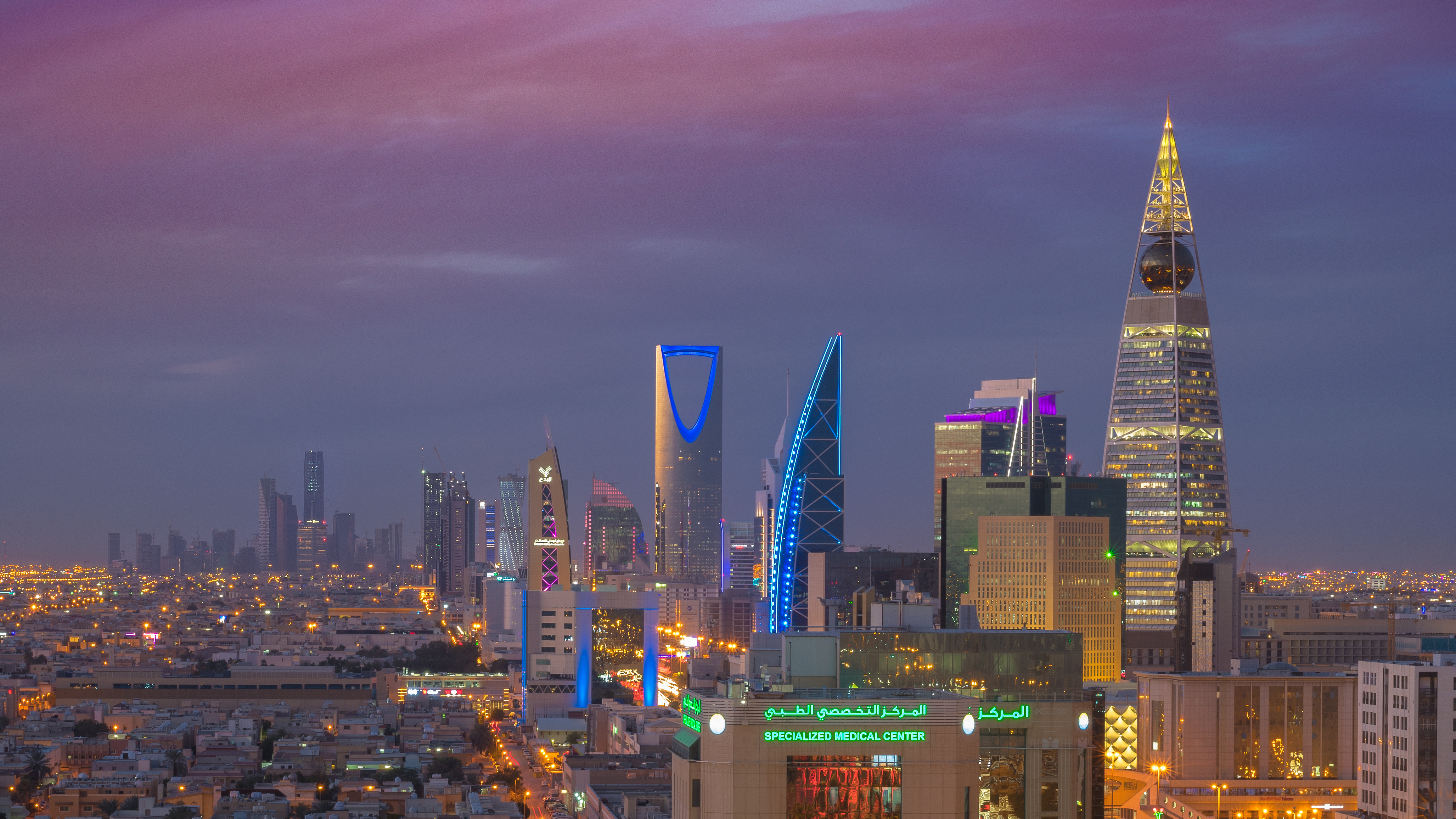
費薩利雅中心（右）